# 1952年のインディ500
第36回インターナショナル500マイル・スィープステークス (36th International 500-Mile Sweepstakes) は1952年5月30日（金）にインディアナポリス・モーター・スピードウェイで開催された。本レースは1952年のAAAナショナル・チャンピオンシップ・トレイルの1戦として開催された。また、1952年のF1世界選手権の第2戦としても行われ、世界選手権ポイントが与えられた。
J.C.アガジャニアンのクズマをドライブしたトロイ・ラットマンが優勝した。ラットマンは22歳80日で、インディ500勝者として最年少の記録を達成した。また、ダートトラック車による最後の優勝であった。ラットマンの勝利は世界選手権における最年少記録を51年間保持した。この記録は2003年ハンガリーグランプリでフェルナンド・アロンソが22歳26日で勝利するまで破られなかった。
ビル・ブコビッチは150ラップをリードしたが、その間にステアリングリンケージを破損した。彼は他の車を巻き込むのを防ぐため、壁の外に車を停止させた。
インディ500が世界選手権に組み込まれた3年目であったが、フェラーリがアルベルト・アスカリのドライブで参加した。その戦いぶりはかなりの注目を集めたが、アスカリは31位でレースを終えた。それは1952年シーズンでアスカリが勝利しなかった唯一のレースとなった。
5位に入ったアート・クロスがルーキー・オブ・ザ・イヤーを獲得した。1911年以来少なくとも1名のルーキーが参加していたが、ルーキー・オブ・ザ・イヤーとして賞が与えられたのは今回が初めてであった。

## タイムトライアル
タイムトライアルは4日間が予定された。しかしながら雨のため5日目に予選が行われることとなった。
- 5月17日（土） - タイムトライアル、ポールデイ
- 5月18日（日） - タイムトライアル2日目 (rained out)
- 5月24日（土） - タイムトライアル3日目
- 5月25日（日） - タイムトライアル4日目 (rained out)
- 5月26日（月） - タイムトライアル5日目 (rain make up day)

## 決勝
| 順位 | グリッド | No | ドライバー                 | コンストラクター                          | 予選速度 | 予選速度順位 | 周回 | ラップリード | タイム/リタイア理由  | ポイント |
| ---- | -------- | -- | -------------------------- | ----------------------------------------- | -------- | ------------ | ---- | ------------ | -------------------- | -------- |
| 1    | 7        | 98 | トロイ・ラットマン         | クズマ-オッフェンハウザー                 | 135.360  | 18           | 200  | 44           | 3:52:41.88           | 8        |
| 2    | 10       | 59 | ジム・ラスマン             | カーティス・クラフト-オッフェンハウザー   | 136.340  | 7            | 200  | 0            | +4:02.33             | 6        |
| 3    | 5        | 18 | サム・ハンクス             | カーティス・クラフト-オッフェンハウザー   | 135.730  | 14           | 200  | 0            | +6:11.61             | 4        |
| 4    | 6        | 1  | デュアン・カーター         | レソヴスキー-オッフェンハウザー           | 135.520  | 16           | 200  | 0            | +6:48.34             | 3        |
| 5    | 20       | 33 | アート・クロス             | カーティス・クラフト-オッフェンハウザー   | 134.280  | 26           | 200  | 0            | +8:40.15             | 2        |
| 6    | 21       | 77 | ジミー・ブライアン         | カーティス・クラフト-オッフェンハウザー   | 134.140  | 27           | 200  | 0            | +9:24.32             |          |
| 7    | 23       | 37 | ジミー・リース             | カーティス・クラフト-オッフェンハウザー   | 133.990  | 29           | 200  | 0            | +10:35.24            |          |
| 8    | 14       | 54 | ジョージ・コナー           | カーティス・クラフト-オッフェンハウザー   | 135.600  | 15           | 200  | 0            | +12:00.61            |          |
| 9    | 9        | 22 | クリフ・グリフィス         | カーティス・クラフト-オッフェンハウザー   | 136.610  | 6            | 200  | 0            | +12:23.76            |          |
| 10   | 31       | 5  | ジョニー・パーソンズ       | カーティス・クラフト-オッフェンハウザー   | 135.320  | 19           | 200  | 0            | +13:37.78            |          |
| 11   | 3        | 4  | ジャック・マクグラース     | カーティス・クラフト-オッフェンハウザー   | 136.660  | 5            | 200  | 6            | +14:21.72            |          |
| 12   | 26       | 29 | ジム・リグスビー           | ワトソン-オッフェンハウザー               | 133.900  | 33           | 200  | 0            | +16:05.10            |          |
| 13   | 16       | 14 | ジョー・ジェームズ         | カーティス・クラフト-オッフェンハウザー   | 134.950  | 22           | 200  | 0            | +16:55.65            |          |
| 14   | 15       | 7  | ビル・シンドラー           | スティーヴンス-オッフェンハウザー         | 134.980  | 20           | 200  | 0            | +18:48.66            |          |
| 15   | 13       | 65 | ジョージ・フォンダー       | シャーマン-オッフェンハウザー             | 135.940  | 13           | 197  | 0            | +3 Laps              |          |
| 16   | 24       | 81 | エディ・ジョンソン         | トレヴィス-オッフェンハウザー             | 133.970  | 30           | 193  | 0            | +7 Laps              |          |
| 17   | 8        | 26 | ビル・ブコビッチ           | カーティス・クラフト-オッフェンハウザー   | 138.210  | 2            | 191  | 150          | ステアリング         | 1        |
| 18   | 11       | 16 | チャック・スティーヴンソン | カーティス・クラフト-オッフェンハウザー   | 136.140  | 9            | 187  | 0            | +13 Laps             |          |
| 19   | 12       | 2  | ヘンリー・バンクス         | レソヴスキー-オッフェンハウザー           | 135.960  | 11           | 184  | 0            | +16 Laps             |          |
| 20   | 28       | 8  | マニー・アユロ             | レソヴスキー-オッフェンハウザー           | 135.980  | 10           | 184  | 0            | +16 Laps             |          |
| 21   | 33       | 31 | ジョニー・マクドウェル     | カーティス・クラフト-オッフェンハウザー   | 133.930  | 32           | 182  | 0            | +18 Laps             |          |
| 22   | 29       | 48 | トラヴィス・ウェッブ       | ブロウム-オッフェンハウザー               | 135.960  | 12           | 162  | 0            | オイル漏れ           |          |
| 23   | 22       | 34 | ロジャー・ワード           | カーティス・クラフト-オッフェンハウザー   | 134.130  | 28           | 130  | 0            | 油圧                 |          |
| 24   | 30       | 27 | トニー・ベッテンハウゼン   | デイト-オッフェンハウザー                 | 135.380  | 17           | 93   | 0            | 油圧                 |          |
| 25   | 4        | 36 | デューク・ナロン           | カーティス・クラフト-ノヴィ               | 136.180  | 8            | 84   | 0            | スーパーチャージャー |          |
| 26   | 32       | 73 | ボブ・スウェイカート       | カーティス・クラフト-オッフェンハウザー   | 134.980  | 21           | 77   | 0            | ディファレンシャル   |          |
| 27   | 1        | 28 | フレッド・アガバシアン     | カーティス・クラフト-カミンズ・ディーゼル | 138.010  | 3            | 71   | 0            | ターボチャージャー   |          |
| 28   | 18       | 67 | ジーン・ハートレイ         | カーティス・クラフト-オッフェンハウザー   | 134.340  | 24           | 65   | 0            | 排気管               |          |
| 29   | 25       | 93 | ボブ・スコット             | カーティス・クラフト-オッフェンハウザー   | 133.950  | 31           | 49   | 0            | トランスミッション   |          |
| 30   | 27       | 21 | チェット・ミラー           | カーティス・クラフト-ノヴィ               | 139.030  | 1            | 41   | 0            | スーパーチャージャー |          |
| 31   | 19       | 12 | アルベルト・アスカリ       | フェラーリ                                | 134.300  | 25           | 40   | 0            | ホイール             |          |
| 32   | 17       | 55 | ボビー・ボール             | スティーヴンス-オッフェンハウザー         | 134.720  | 23           | 34   | 0            | ギアボックス         |          |
| 33   | 2        | 9  | アンディ・リンデン         | カーティス・クラフト-オッフェンハウザー   | 137.000  | 4            | 20   | 0            | オイルポンプ         |          |

### 予選落ち
| - バズ・バートン (#58) - ジョー・バルザ (#53) - ビル・カントレル (#52) - ニール・カーター (#25) - ジミー・デイウォルト (#64) - デューク・ディンスモア (#68) - ウォルト・フォールクナー (#3) - カール・フォーバーグ (#53) - ジーン・フォース (#96) - ディック・フレイザー (#63) - ポッツィー・ゴーチャー (#93) - ペリー・グリム (#55) - ピーター・ハーン (#74) - アレン・ヒース (#32) - トミー・ハイナーシッツ (#27) - ジャッキー・ホームズ (#41) | - ジミー・ジャクソン (#61) - ダニー・クラディス (#19) - ジャド・ラーソン (#39) - ベイリス・レヴレット (#69) - フランク・ラプトー (#56) - ジョニー・マウロ (#35) - マイク・ナザルク (#66) - ダニー・オークス (#39) - ポール・ルッソ (#10) - カール・スカボロー (#33) - ドク・シェーンブルック (#76) - ビル・テイラー (#47) - ジョージ・ティッチナー (#88) - ジョニー・トーラン (#51) - リロイ・ウォーリナー (#27) |

## 注
- ポールポジション：フレッド・アガバシアン - 4:20.85 (4 laps)
- アガバシアンのカミンズ・ディーゼル・スペシャルはインディ500にエントリーした初の過給器付きエンジンを搭載した車両であった（「turbosupercharged」と表記された）。1920年以来「スーパーチャージャー」として知られるギア駆動の遠心ブロワーは、レーシングエンジンの吸気効率とパワー出力を高めるために使用されていたが、カミンズ・ディーゼルは遠心ブロワーに接続されたタービンホイールを動かすために、エンジン排気流に含まれた「自由な」エネルギーを利用した（その結果「turbo-supercharging」と表記された）。
- 最速リードラップ：ビル・ブコビッチ - 1:06.60 (135.135mph)
- 2009年現在、22歳と80日で優勝したトロイ・ラットマンは優勝ドライバーの最年少記録である[2]。
- ラットマンはまた、F1世界選手権で優勝した最年少ドライバーの記録保持者でもあったが、これは2003年ハンガリーグランプリで優勝したフェルナンド・アロンソによって更新された。
- アルベルト・アスカリは世界選手権タイトル獲得のためにインディ500（当時インディ500は世界選手権タイトル対象のレースであった）に参加した初のドライバーであった。彼はインディを31位で完走したが、残りのレースに全て優勝しタイトルを獲得した。
- 1952年のインディ500は予選最速（チェット・ミラー）と予選最遅（ジム・リグスビー）が隣り合ってスタートした唯一のレースであった[3]。

## 放送

### ラジオ
レースはインディアナポリス・モーター・スピードウェイ・ラジオネットワークで生中継された。オフシーズンの間、スピードウェイの経営陣は場内放送ネットワークを設置した。ネットワークの設置はインディアナポリスの放送局、1070 WIBC-AMが担当し、放送業務も大半をWIBCの職員が担当した。シド・コリンズがブースアナウンサーを担当した。ジム・シェルトンはターン4からのレポートを担当した。
前年同様、放送はスタートとフィニッシュ、レースの間中15分ずつの生中継が行われた。

## 第2戦終了時点でのランキング
|    | 順位 | ドライバー           | ポイント |
| -- | ---- | -------------------- | -------- |
|    | 1    | ピエロ・タルッフィ   | 9        |
| 20 | 2    | トロイ・ラットマン   | 8        |
| 1  | 3    | ルディ・フィッシャー | 6        |
| 18 | 4    | ジム・ラスマン       | 6        |
| 2  | 5    | ジャン・ベーラ       | 4        |

- 注：トップ5のみ表示。ベスト4戦のみがカウントされる。

## 参照
- “The Official Formula 1 website”. 2009年11月30日閲覧。

1. ↑  “More Indy Hearbreaks”. Autoweek 62 (11):  82. (May 28, 2012). ISSN 0192-9674.
2. ↑  Davidson, Donald. (2007). "The Talk of Gasoline Alley" [Radio program]. WIBC (FM), April 30, 2007.  Archived at http://media.wibc.com/av/audio/talk_gas/2007/april30.mp3, retrieved on May 9, 2007.
3. ↑  Greuter, Henri. “1952: Ferrari at Indianapolis”. www.forixautosport.com. 2013年1月26日閲覧。

| 前戦 1952年スイスグランプリ | FIA F1世界選手権 1952年シーズン | 次戦 1952年ベルギーグランプリ |
| 前回開催 1951年インディ500  | インディ500                     | 次回開催 1953年インディ500    |